# Selwyn Rapids
Die Selwyn Rapids sind Stromschnellen des Selwyn River/Waikirikiri in der Region Canterbury auf der Südinsel Neuseelands. Sie liegen westlich des Ortszentrums von Glentunnel im Selwyn District.